# Лепилемур на Хюбърд
Лепилемур на Хюбърд (Lepilemur hubbardorum) е вид бозайник от семейство Тънкотели лемури (Lepilemuridae). Видът е застрашен от изчезване.

## Разпространение
Разпространен е в Мадагаскар.